# All-Chinesische Frauenvereinigung
Die Frauenvereinigung für Ganz-China oder All-Chinesische Frauenvereinigung, Gesamt-Chinesischer Frauenbund (chinesisch 中华全国妇女联合会, Pinyin Zhōnghuá Quánguó Fuǹǚ Liánhéhuì, englisch All-China Women’s Federation Abk. ACWF), ist eine Frauenrechtsorganisation, die am 24. März 1949 in China gegründet wurde. Anfangs nannte sie sich Demokratische Frauenstiftung für Ganz-China (All-China Democratic Women’s Foundation). 1957 wurde sie umbenannt. Sie agiert als die offizielle Organisation der Frauenbewegung in China und ist verantwortlich für die Verbreitung staatlicher Vorgaben bei Frauen und für den Schutz der Frauenrechte in der Regierung.

## Geschichte

### Vor 1949: Frauenbewegungen und Vorläuferorganisationen

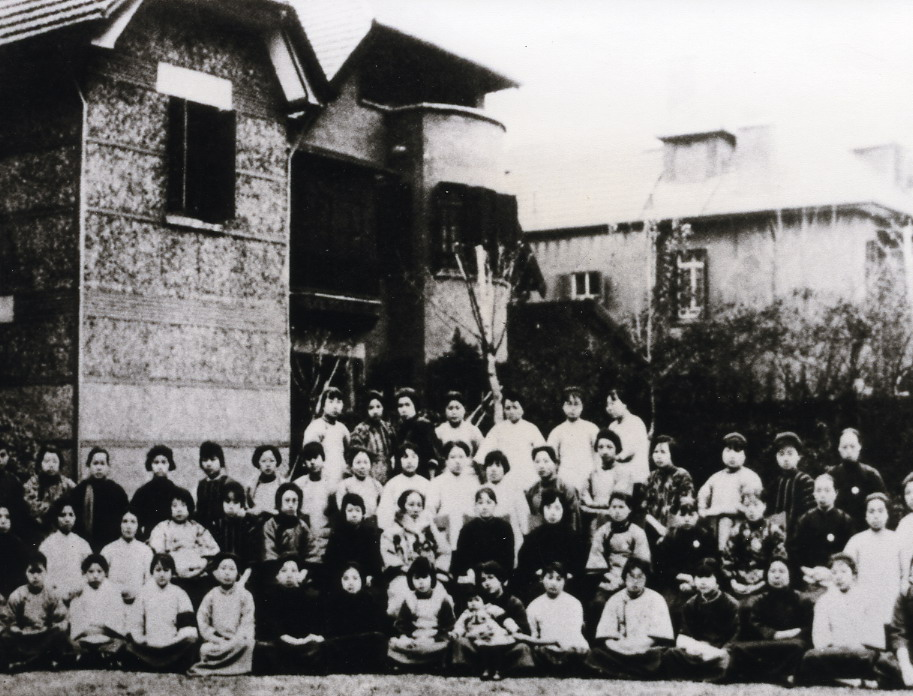
Chinesische Frauenbewegung der Kuomintang 1925 in Shanghai

Die frühe chinesische Frauenbewegung geht auf die Bewegung des vierten Mai und die Kuomintang zurück, welche die Einführung westlicher Werte, eine Gleichstellung der Religionen und speziell für Frauen das Recht forderte, an Universitäten studieren und sich frei in der Gesellschaft bewegen zu können. Auf dem 2. National-Kongress 1922 der Kuomintang, auf welchem Vertreter der Kommunistischen Partei Chinas (KPCh) vertreten waren, veröffentlichten die Delegierten eine Direktive, die ein Ende des Konfuzianismus und die Gleichheit von Frauen und Männern forderte. Dieser Grundsatz wurde von beiden Parteien auf dem 3. National-Kongress verbindlich beschlossen.
Unabhängig von der bestehenden Ersten Einheitsfront, die das Ziel der Chinesischen Wiedervereinigung anstrebte, gründeten beide Parteien eigene Frauenorganisationen. Die Einheitsfront endete 1927 im Zuge der erfolgreichen Nordexpedition der Kuomintang. Im Laufe der nächsten Jahre gewannen die Frauenbewegung beider Parteien zunehmend an Einfluss. Im März 1938 wurde der Erste Frauen-Congress von der Frauenvereinigung von Shan-Gan-Ning (einer Vorgängerorganisation der Frauenvereinigung) abgehalten. Das Programm hielt fest, dass alle Frauen vereint sein sollten, um zum Schutz des Landes beizutragen, und bereits sie forderten, dass es Frauen möglich sein sollte, aus gewaltbestimmten Ehen zu fliehen, die Gesundheitsfürsorge von Frauen zu verbessern, die Praxis des Füße-Einbindens abzuschaffen, häuslichen Missbrauch strafbar zu machen und das Erbrecht von Frauen zu schützen. Die Frauenvereinigung übernahm 1949 viele dieser Ziele.

### 1949–1966: Gründung und frühe Jahre
Die "All-Chinesische demokratische Frauenvereinigung" (中华全国民主妇女联合会) wurde am 24. März 1949 als erste landesweite Frauenrechtsorganisation gegründet und noch im selben Jahr in "All-Chinesische Frauenvereinigung" umbenannt. Frauen, die in der Frauenbewegung und der KPCh bestimmend gewesen waren, erhielten Posten in Leitungsgremien der Vereinigung. Cai Chang, eine prominente Führerin der Bewegung, aktives Parteimitglied und Veteranin des Langen Marsches wurde die erste Vorsitzende. Die Organisation wurde als Vereinigung verschiedener lokaler Frauenrechtsgruppen mit den beiden Zielen "Aufbau eines Sozialistischen China" und "Förderung des Status von Frauen" gegründet. Und entwickelte sich bald über ihre ursprüngliche Mission der Geschlechtergerechtigkeit hinaus und wurde ein Instrument der Partei um Frauen für wirtschaftliche, politische und ideologische Projekte zu mobilisieren.
Anfangs war Marxismus-Leninismus die vorherrschende Ideologie. Die KPCh förderte die Frauenbewegung als Teil einer größeren chinesischen Revolution gegen die Feudalgesellschaft. Einige KPCh-Führer verurteilten allerdings, dass die meisten Frauen weiterhin Hausarbeit leisteten und nicht aktiv an der Revolution teilnähmen, während die All-Chinesische Frauenvereinigung konterte, dass die wirtschaftliche Situation es bisher nicht erlaube, dass alle Frauen Arbeitsplätze erhalten könnten. Daher konnten auch Hausangestellte, Ehefrauen und Mütter aktiv an der Revolution beteiligt sein.
Um die Beiträge der Frauen zu verstärken, wurde 1956 die "Five Good Family Campaign" ins Leben gerufen, die vor allem Erziehung, Haushaltsführung, Mobilisierungsarbeit unter Nachbarn, Haushaltsarbeiten und Selbstverbesserung in den Mittelpunkt stellte. 1953 gab es bereits mehr als 40.000 Funktionärinnen, die auf lokaler Ebene die Kampagnen vorantrieben.
Um 1957 trat die Frauenvereinigung in eine neue Phase ein, was unter anderem dadurch deutlich wurde, dass die Bezeichnung "demokratisch" im Namen fallen gelassen wurde. Die Vereinigung wurde formal in die Struktur der Partei eingegliedert. Damit fügte sie sich in die staatliche Hierarchie ein und entwickelte sich zu einer Organisation der Massen. Gleichzeitig erwarb sie dadurch weitere Aufgabenbereiche. Seitdem ist die Frauenvereinigung verantwortlich für die politische Propaganda unter den Frauen, garantiert die Inklusion von Frauen bei politischen Kampagnen, bewirbt politische Kampagnen bei Frauen und organisiert Paraden, Treffen und Demonstrationen um die Teilnahme von Frauen zu fördern. Die KPCh bemühte sich darum, die Frauenvereinigung als offizielle Partnerin für die Verwirklichung ihrer geschlechtsspezifischen Ideen einzusetzen. Darüber hinaus knüpfte die Frauenvereinigung auch Verbindungen zu anderen Massenbewegungen: Zum YWCA (CVJF) of China und zur Women Personnel Section der Gewerkschaften.
Auch international spielte die Frauenvereinigung eine wichtige Rolle für die KPCh. Als kommunistisches Land im Kalten Krieg war jeder Anhaltspunkt wichtig für diplomatischem Beziehungen. Die Frauenvereinigung erreichte Frauen-Bewegungen im Ausland und konnte im Dezember 1949 23 Delegationen aus der ganzen Welt zur Asia Women’s Representative Conference einladen. Dadurch konnte die VRC die diplomatische Blockade umgehen und Kontakte zu anderen Ländern schaffen. Bald darauf begann jedoch die Kulturrevolution und viele Initiativen wurden zerschlagen.

### 1966–1976: Die ACWF in der Kulturrevolution
Die Frauenbewegung während der Kulturrevolution (1966–1976) wurde, wie die meisten anderen Organisationen in dieser Zeit, abhängig vom Mao-Kult. Während der Kulturrevolution wurde die Frauenbewegung als bourgeois und reaktionär angesehen, weil sie ihren Ursprung im Westen hatte. 1968 wurde die Frauenvereinigung aufgelöst, weil sie als anti-revolutionär bezeichnet worden war. Die Partei argumentierte, dass die Frauenbewegung komplett in der Revolutionsbewegung aufgehen müsse. Die Büros wurden von den Roten Garden besetzt und viele der Frauen in Führungspositionen wurden zur Umerziehung in Arbeitslager aufs Land verschickt. Die Bewegung blieb ausgeschaltet bis zur Verhaftung der Viererbande 1976.
Das Komitee für den 4. Nationalen Frauen-Kongress trat erstmals wieder 1976 zusammen. Es begann die Kader (Funktionärinnen) zu rehabilitieren, die zum Arbeitsdienst verschickt worden waren, und setzte die Frauenvereinigung wieder ein. 1978 war sie wieder voll arbeitsfähig und gab bekannt, dass sie die Vier Modernisierungen von Deng Xiaoping unterstützen werde. Die neu eingerichtete Frauenvereinigung verstärkte ihre Arbeit in Ortsgruppen,

### 1976–heute: NGO-Status in der Ära der Reformen

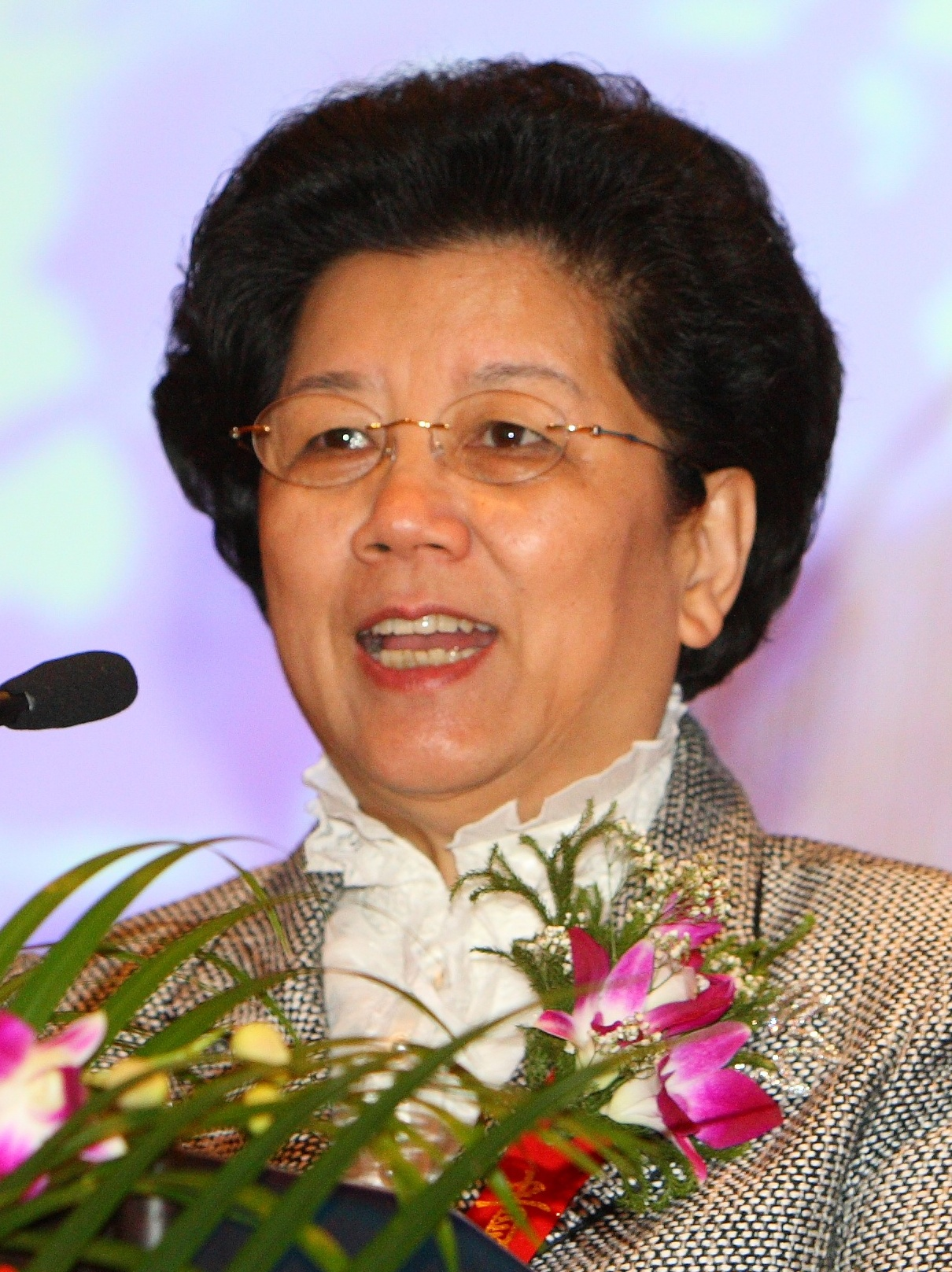
Chen Zhili, die frühere Präsidentin der ACWF, 2009.

Seit den 1980ern setzte die Frauenvereinigung neue Prioritäten, indem sie die Verantwortung gegenüber der Partei dem Schutz der Frauenrechte und der Durchsetzung von Geschlechtergerechtigkeit unterordnete. Während sie verantwortlich war für die Propaganda, dass die KPCh die Frauenbewegung unterstützt habe, begann auch eine Kritik, weil viele der Maßnahmen unwirksam gewesen waren und das dominante Patriarchat in China noch immer unangefochten war. Die Frauenvereinigung setzte sich verstärkt mit den Entwicklungen von Frauenbewegungen in anderen Ländern auseinander und begann die Vorgaben der KPCh zu hinterfragen. Die Kampagnen diversifizierten sich zunehmend, weil sie auf die unterschiedlichen Bedürfnisse der städtischen und der ländlichen Bevölkerungen abgestimmt wurden. Obwohl die Frauenvereinigung noch immer an die Parteilinie gebunden ist, nimmt sie nicht länger an politischen Massenkampagnen teil. Zudem erklärte die Partei die Frauenvereinigung Anfang der 1990er offiziell zu einem "Supervisory Body" (Überwachungsorgan der Partei), so dass sie auch dafür verantwortlich ist, die Parteimassnahmen in Bezug auf ihre Effektivität zu prüfen. 1992 wurde auch genehmigt, dass sie selbst Fundraising betreiben darf, wodurch sie weniger abhängig von staatlichen Mitteln ist und viel selbstständiger eigene Ziele verfolgen kann.
Ein neuer Fokus wurde auf Selbst-Entdeckung von Frauen gelegt und eine Vier-Selbst-Kampagne (四自能力, si zi nengli): Selbst-Respekt, Selbst-Vertrauen, Selbst-Verbesserung, und Selbst-Verlässlichkeit. Beispielhaft kann der Balanceakt der Frauenvereinigung zwischen Regierungsverantwortlichkeit und Verteidigung der Frauenrechte anhand der Ein-Kind-Politik dargestellt werden. Die Frauenvereinigung war verantwortlich dafür, die Maßnahme zu verbreiten, stellte sie aber in Frage in Bezug auf die Rechte der Frauen. Letztendlich schafften die Verantwortlichen einen Ausgleich, indem sie mit gutem Beispiel vorangingen, gleichzeitig jedoch alle Zwangsmassnahmen im Zusammenhang mit der Durchsetzung der Politik ablehnten.
Die Frauenvereinigung baute die juristische Ausbildung ihrer Mitarbeiter aus, stärkte ihre Finanzen, engagierte sich bei Homosexuellenrechten, bekämpfte Frauenhandel und Ungerechtigkeiten bei der Arbeit und implementierte Gesetzgebungen um Frauen zu stärken. 2000 schuf die Frauenvereinigung Arbeitsplätze für eine Million arbeitslose Frauen durch Einrichtung von Kleingewerben, wo Frauen in der Familienfürsorge oder in Servicegruppen arbeiten können. Außerdem unterstützt die Organisation die "übrig gebliebenen" Frauen Chinas – Frauen, die im Alter von 27 Jahren noch nicht verheiratet sind. Die Frauenvereinigung bietet Alternativen zur Ehe, zum Beispiel Bildungsmöglichkeiten.
1994 hatte die Organisation mehr als 68.000 Zweige und zwischen 80.000 und 90.000 Funktionärinnen. 1995 erkannte die Partei die Frauenvereinigung, wenigstens nominell, als NGO an um ausländische Kritik zu dämpfen. Während die Vereinigung wuchs, wurde es trotzdem immer schwieriger, alle Frauen auf den traditionellen Kommunikationswegen zu erreichen. Weitere NGOs drangen in die Leerräume vor, von denen sich manche in die Vereinigung eingliederten um mehr Legitimation zu erhalten. Am Ende der 1990er gab es 6.386 Frauenvereinigungen und Erholungsvereine unter der Schirmherrschaft der All-Chinesischen Frauenvereinigung. Die Frauenvereinigung bemüht sich weiterhin, die zunehmend diverse Bevölkerung der chinesischen Frauen zu erreichen, die Frauengruppen außerhalb ihrer selbst aufzunehmen und den Status als NGO zu erhalten.

## Organisation

### Aufgaben und Organisation
Hauptaufgabe der Frauenvereinigung ist funu gongzuo (chinesisch 妇女工作, women’s work). Die Vereinigung verfügt derzeit über sieben Sekretariate für die unterschiedlichen Aufgaben: das Department für Kinder, das Department für internationale Beziehungen, das Department für Entwicklungsarbeit, das Department für Öffentlichkeitsarbeit, das Department für Frauenrechte und -Interessen, das Personal-Department und das Generalsekretariat. Die Frauenvereinigung unterhält starke Beziehungen zur KPCh durch Frauenkomitees in der Regierung. Diese Komitees sind für Themen wie Erziehung, Wissenschaft, Kunst und Medizin zuständig. Die Partei hat noch immer direkten Einfluss auf bestimmte Bereiche der Frauenvereinigung durch Kader, die zwar in der Organisation arbeiten, aber ein staatliches Gehalt beziehen, sowie durch das Recht der Regierung zu befördern. Die Frauenvereinigung verfügt jedoch über eine ganze Anzahl beigeordneter Organisationen, die ihren Einfluss vergrößern. Dazu gehören unter anderen die China Women’s Development Foundation, Marriage and Family Magazine, das Zentrum für Rechtsbeihilfe, das China Women’s Activity Center, die Chinesische Frauen-Universität, die Chinesischen Frauennachrichten, den Chinesischen Frauenverlag und das Women of China Magazine Publishing House. Viele dieser beigeordneten Organisationen dienen der Informationsverbreitung. Die Frauenvereinigung betreibt mehr als 49 Zeitungen und Zeitschriften und wichtige Themen werden in den Zeitschriften Zhongguo Nüxing (中国女性, Women of China), Zhongguo Funü bao (中国妇女报), Chinese Women’s Movements und Funü yanjiu luncong (妇女研究论丛; Collection of Women’s Studies) veröffentlicht.

### Struktur

#### Interaktion mit der Kommunistischen Partei
Obwohl die Frauenvereinigung offiziell als NGO bezeichnet wird, besteht durch die langjährige Verbindung zur KPCh ein großer gegenseitiger Einfluss. Die vier Verwaltungsebenen der Frauenvereinigung korrespondieren mit dem staatlichen Verwaltungssystem. Das höchste Gremium ist der National-Kongress der Frauen, der alle fünf Jahre zusammentritt. Die Studienreports über Frauen, die vom National-Kongress an das Exekutiv-Komitee der Frauenvereinigung versandt werden, setzen Ziele für die Frauenbewegung, geben Änderungen der Grundsätze bekannt und dienen als Grundlage für die Wahlen des Exekutiv-Komitees und des Ständigen Komitees. Auf der darunter liegenden Ebene treffen sich die Provinz-Kongresse alle drei Jahre, um ihre Exekutiv- und Ständige Komitees zu wählen. Auch die Komitees auf dieser Ebene sind verpflichtet, sowohl der Linie der Frauenvereinigung zu folgen, als auch die Direktiven der Partei umzusetzen und gegenüber der Partei zu berichten. Dadurch erhält die Frauenvereinigung eine Doppelstruktur, wodurch sie Partei-Befehle ausführen muss und die Regierung über Frauenthemen informiert.

#### Beziehung zwischen Ortsgruppen und der Frauenvereinigung
Die Frauenvereinigung arbeitet auf den verschiedenen Ebenen von der nationalen Ebene über Provinz-Ebenen bis hin zu städtischen und dörflichen Ebenen darunter. Sie hat jedoch nur nominell eine hierarchische Struktur, weil die Partei jede Eben kontrolliert. Anstatt direkter Kontrolle bieten die höheren Ebenen Anleitung, Ideen und Ausbildung für die unteren Ebenen. Gelegentlich gibt es Beschwerden, weil Frauen, die in Parteizentren ausgebildet werden schneller befördert werden, als solche, die durch die Frauenvereinigung ausgebildet wurden. Aus diesem Grund haben Frauen schon in den Ortsgruppen den Anreiz, der Parteilinie zu folgen, anstatt den Richtlinien der Frauenvereinigung.
Andere Mitglieder sehen keine Schwierigkeiten in der Arbeit und halten die Arbeit der Frauenvereinigung für eine erfolgreiche Version einer Graswurzelbewegung.

### Beziehungen zu anderen Frauenbewegungen
Die All-Chinesische Frauenvereinigung sieht sich vor dem Problem, dass generell nicht bekannt ist, welchen Beitrag die Vereinigung für die Frauenbewegung geleistet hat. Das hat vor allem zwei Gründe: Zum einen verfügt die Frauenvereinigung über zahlreiche Rollen und Ablegerorganisationen, die nicht mit der Zentrale identifiziert werden, zum anderen gab es vor allem in den frühen Jahren keine durchgehende politische Linie. Ein anderes Problem ist die Beziehung der Frauenvereinigung zur internationalen Frauenbewegung. Die Beziehung zwischen der gegenwärtigen marxistischen Politik des Feminismus und der internationalen Politik sind oft gegenteilig. Die All-Chinesische Frauenvereinigung kämpft jedoch darum beide Ansichten unter einen Hut zu bringen.

## Herausforderungen

### Kooperation mit anderen Gruppen der Frauenrechtsbewegung
Die All-Chinesische Frauenvereinigung ist die größte Organisation ihrer Art in China und die einzige, die bereits vor den 1980er Jahren bestanden hatte. Trotzdem kämpft gerade sie darum die vielschichtigen Interessen der Frauen zu vertreten und manche Kritiker fordern, dass es eine größere Diversität an Gruppierungen geben sollte. Die meisten NGOs, die sich für die Belange von Frauen einsetzen, laufen derzeit unter dem Dach der Frauenvereinigung, um Legitimität und Schutz zu gewinnen und einige der Frauenorganisationen außerhalb der Frauenvereinigung werden von Frauen geleitet, die Mitglieder der Frauenvereinigung sind, so dass es starke Überlappungen gibt. Neue Frauengruppen hätten die Möglichkeit bestimmte Themen sensibler und unvoreingenommen anzugehen, daher hat die Frauenvereinigung einige dieser Gruppen ins Leben gerufen und gleichzeitig weitere Gruppen aufgenommen, die ihren Fokus erweitern. Trotzdem kommt es in diesem Gebiet immer wieder zu Spannungen, auch weil die Ressourcen beschränkt sind.

### Status
Die Regierung bezeichnete die All-Chinesische Frauenvereinigung seit 1995 offiziell als NGO. Diese Einteilung wurde jedoch mehrfach angezweifelt, weil so starke Beziehungen zur Partei bestehen. Einige Führerinnen der internationalen Frauenbewegungen äußerten sich gegen eine Teilnahme an einem NGO-Forum in Manila 1993, weil sie die Kriterien einer NGO nicht erfüllt sahen und selbst die Frauenvereinigung verwendet in China nur selten diese Bezeichnung, weil im Land damit oft Regierungsgegner bezeichnet werden. Der NGO-Status hilft jedoch international dazu, Gelder einzuwerben. Eine komplette Trennung vom Staat ist in China wahrscheinlich unmöglich und so werden weiterhin Diskussionen um den Status der Frauenvereinigung geführt.